# Димитър Димитров (археолог)
Вижте пояснителната страница за други личности с името Димитър Димитров.
Димитър Петров Димитров е български археолог, проучвател на тракийския град Севтополис и директор на Археологическия институт с музей към БАН, академик.

## Биография
Роден е на 19 март 1908 г. в Стара Загора. Бащиния му род Караджови е от село Каракьой (днес Катафито, Гърция), а майка му е родом от Габрово. Завършва Класическа филология със стара история и археология в Софийския университет и специализира в Берлин и Фрайбург през 1936 – 1938 г. При завръщането си в България става асистент на Богдан Филов и преподава в Софийския университет. След оттеглянето на Филов от археологията в полза на политическа кариера, Димитър Димитров заема мястото му в Университета. През 1942 г. става доцент по археология.
След Деветосептемврийския преврат през 1944 г. става член на Комунистическата партия. През 1945 г. е избран за редовен професор по археология. Димитров служи като директор на Археологическия музей (1949 – 1951 г.) и Археологическия институт с музей (1963 – 1970 г.). Редактор е на списание „Археология“ (1959 – 1973 г.) и „Известия на археологическия институт“ (1966 – 1970 г.). Избран е за член-кореспондент на БАН през 1947 г. и за академик през 1966 г.
Ръководи разкопките на град Севтополис, столица на Севт III в ранния III в. пр. Хр. Градът е разкопан изцяло през 1948 – 1954 г. преди построяването на язовир Георги Димитров (днес язовир Копринка).
Римският лагер и по-късно ранновизантийски Нове (Novae) край Свищов е другият му мащабен теренен проект. Разкопките в Нове започват през 1960 г. в сътрудничество с полски археолози.
Интересна оценка за развитието на Димитров дава професор Иван Венедиков, който пише следното:
| „ | Фактически цялото си израстване след като стана комунист, Димитров дължеше на връзките си с приятелите на Филов, които не бяха свързани с политиката, но по стара инерция продължаваха да поддържат протежето на Филов. | “ |

Димитър Димитров умира на 8 октомври 1975 г. в София.